# Platyproctidectes keyi
Platyproctidectes keyi är en insektsart som beskrevs av Rentz, D.C.F. 1985. Platyproctidectes keyi ingår i släktet Platyproctidectes och familjen vårtbitare. Inga underarter finns listade i Catalogue of Life.